# Calgary Flames
Calgary Flames este o echipă profesionistă canadiană de hochei pe gheață cu sediul în Calgary. Flames face parte din Divizia Pacific a Conferinței de Vest din NHL și este a treia mare echipă profesionistă de hochei pe gheață care reprezintă orașul Calgary, după Calgary Tigers (1921-1927) și Calgary Cowboys (1975-1977). Flames este una dintre cele două francize NHL cu sediul în Alberta, cealaltă fiind Edmonton Oilers. Apropierea orașelor a dus la o rivalitate cunoscută sub numele de „Bătălia din Alberta”.
Echipa a fost fondată în 1972 în Atlanta sub numele de Atlanta Flames, înainte de a se muta la Calgary în 1980. Flames a jucat primele trei sezoane în Calgary la Stampede Corral înainte de a se muta în Scotiabank Saddledome (inițial Olympic Saddledome) în 1983. În 1985-1986, Flames a devenit prima echipă din Calgary de la Tigers în 1924 care a concurat pentru Cupa Stanley. În 1988-1989, Flames a câștigat primul și singurul titlu în NHL.
Flames a câștigat două Trofee ale președinților, fiind cea mai bună echipă din NHL în sezonul regulat, și a câștigat opt titluri divizionare. La nivel individual, Jarome Iginla este liderul francizei în ceea ce privește numărul de meciuri jucate, goluri și puncte și este de două ori câștigător al Trofeului Maurice „Rocket” Richard ca cel mai bun marcator din NHL. Miikka Kiprusoff are cele mai multe victorii obținute de un portar în tricoul lui Calgary Flames. Unsprezece persoane care au jucat la Flames au fost introduse în Hockey Hall of Fame.